# Патрік Улаюс
Патрік Улаюс (англ. Patric Ullaeus; нар. 30 березня 1968) — шведський режисер та фотограф. Він є засновником Revolver Film Company, що знаходиться в Гетеборзі.
В 2007 році з музичним кліпом «The Serpentine Offering» для Dimmu Borgir він виграв норвезьку Греммі — Spellemannsprisen в категорії найкращий режисер.